# Cantón de Oyonnax-Sur
El cantón de Oyonnax-Sur (en francés canton d'Oyonnax-Sud) era una división administrativa francesa del departamento de Ain, en la región de Ródano-Alpes.

## Composición
El cantón estaba formado por cuatro comunas, más una fracción de la comuna de Oyonnax. 
- Bellignat
- Géovreisset
- Groissiat
- Martignat
- Oyonnax (fracción)

## Supresión del cantón
En aplicación del decreto n.º 2014-147 del 13 de febrero de 2014, el cantón de Oyonnax-Sur fue suprimido el 1 de abril de 2015 y sus 5 comunas pasaron a formar parte, cuatro del cantón de Nantua y una del cantón de Oyonnax.